# Центральный Судан
Центральный Судан — часть большого региона Судан, историческая область в Западной Африке, охватывающая область современной Нигерии, Нигера и Чада. Является одним из важных центров древних культур Африки.
Схожие климатические условии (сухая жара, характерная для области Сахель) обусловили схожесть культуры и исторического развития разрозненно проживающих этнических групп (похожие жилища, глинобитные дома, оседлый земледельческий или полукочевой образ жизни).
Государственные образования стали появляться немного позднее, чем в Западном Судане, что объясняется направлением транссахарских торговых путей, сместившихся в регион в XV веке. В это же время в регион начал широко проникать ислам через купцов-вангара. Исламизация завершилась лишь в XIX в., в результате создания исламского халифата Сокото, основатель которого Усмана дан Фодио проводил политику насильственной исламизации населения.
В доколониальный период там находились государственные образования: Канем-Борно, Сонгай, города-государства хауса, Сокото.
Основные этнические группы: хауса, канури, фульбе, сонгай.